# Камбоджа (1953 – 1970)
Кралство Камбоджа, също известно като Първото кралство Камбоджа, и обикновено наричано периода Сангкум, се отнася до първото управление на Нородом Сианук в Камбоджа от 1953 г. до 1970 г., особено важно време в историята на страната. Сианук продължава да бъде една от най-противоречивите фигури в бурната и често трагична следвоенна история на Югоизточна Азия. От 1955 до 1970 г. Сангкум на Сианук е единствената легална партия в Камбоджа.